# Тойо-Мару № 2
Тойо-Мару № 2 (Toyo Maru No. 2) — судно, яке взяло участь в операціях японських збройних сил у Мікронезії та архіпелазі Бісмарка.

## Початок історії судна
«Тойо-Мару № 2» спорудили в 1937 році на верфі Harima Shipbuilding and Engineering в Айой для компанії Sawayama Kisen, яка призначила його для рейсів між японськими портами Токіо, Кавасакі, Йокогама, Нагоя, Осака, Кобе, Моджі та Кіруном і Такао (наразі Цзілун та Гаосюн на Тайвані).
13 квітня 1941 року судно реквізували для потреб Імперського флоту Японії.

## Рейси до Мікронезії
1 грудня 1941 року «Тойо-Мару № 2» прибуло на Сайпан (Маріанські острови), а наступної доби рушило звідси та до кінця місяця відвідало цілий ряд атолів та островів на Каролінських островах — Намонуїто (дещо менше ніж за 200 км на північний захід від великої японської бази на атолі Трук), острови Мортлок (за дві з 250 км на південний схід від Трука), Ламотрек (600 км на захід від Трука), Сорол (західна частина архіпелагу за 650 км на схід від Палау), Палау (важливий транспортний хаб на заході Каролінських островів), Фаіс (700 км на північний схід від Палау). 25 грудня «Тойо-Мару № 2» досягнуло японського порту Йокосука.
З 13 січня по 18 лютого 1942 року «Тойо-Мару № 2» здійснило другий рейс до Мікронезії, під час якого побувало на Тітідзімі (острови Огасавара), Сайпані, Тініані (Маріанські острови) та Палау.
Третій рейс у Мікронезію тривав з 27 лютого по 15 квітня 1942 року. На цей раз судно прослідувало через Сайпан і Тініан, Палау, з 14 по 19 березня нарешті побувало на Труку, далі перейшло на Гуам (ще один острів Маріанського архіпелагу), знову відвідало Сайпан і Тінан, після чого повернулось до Йокосуки.

## Рейси до островів Огасавара
У четвертому рейсі воєнного часу, що тривав з 23 квітня по 12 травня 1942 року, «Тойо-Мару № 2» обмежилось наближеними до Японського архіпелагу островами — Тітідзімою та Мінамі-Торісімою.
У тому ж регіоні судно побувало і під час п'ятого походу, коли, на додачу до двох названих островів, воно відвідало Іводзіму. На цей раз «Тойо-Мару № 2» перебувало в морі з 22 травня по 28 червня 1942 року.
У перші кілька тижнів липня 1942 року судно побувало у Йоккаїті, Нонай, Омінато (важлива військово-морська база на північному завершенні Хонсю), Мурорану (острів Хоккайдо), Токіо, а 24 липня вирушило з Йокосуки у шостий рейс за межами Японського архіпелагу. Він тривав до 17 серпня, при цьому «Тойо-Мару № 2» побувало на Тітідзімі і Мінамі-Торісімі.

## Новий рейс до Мікронезії
У кінці серпня 1942 року «Тойо-Мару № 2» зайшло в Айой, де провело майже три тижні (ймовірно, перебувало на ремонті). 19 вересня судно полишило Айой, а 23—28 вересня здійснило перехід із Сайтозакі (острів Кюсю) до Гонконгу. Далі «Тойо-Мару № 2» відвідало Самах (китайський острів Хайнань), а 5 жовтня рушило звідси до Мікронезії. Першу зупинку «Тойо-Мару № 2» зробило на Сайпані, а кінцевим пунктом призначення став атол Кваджалейн на Маршаллових островах. 23 жовтня судно рушило у зворотній шлях та прослідувало через Сайпан до Йокосуки, куди прибуло 8 лютого.

## Рейси до архіпелагу Бісмарка
19 листопада 1942 року «Тойо-Мару № 2» вийшло із Йокосуки, маючи завдання доставити до Рабаула (головна передова база в архіпелазі Бісмарка, з якої здійснювались операції на Соломонових островах та сході Нової Гвінеї) 25-ту польову роту автоматичної артилерії (6 20-мм гармат). Судно прямувало у складі конвою, який прибув до пункту призначення 30 листопада. Розвантажившись, «Тойо-Мару № 2» одразу попрямувало на Трук, куди прибуло 4 грудня 1942 року. Тієї ж доби судно рушило на південь у складі конвою, який 8 грудня прибув до все того ж Рабаула.
24—27 грудня 1942 року «Тойо-Мару № 2» прослідувало на Трук. 4 січня 1943 року воно вийшло до Маріанських островів, де відвідало Сайпан та Роту, а 22 числа прибуло в Йокосуку.

## Новий рейс до островів Оґасавара
У період з 2 лютого по 16 березня 1943 року «Тойо-Мару № 2» здійснило черговий круговий рейс із Йокосуки, під час якого відвідало Тітідзіму та Мінамі-Торісіму.

## Останній рейс
23 березня 1943 року судно вийшло з Йокосуки на Сайпан, де перебувало з 28 по 30 березня. Наступним був перехід до Труку, який здійснювався за наявності певного ескорту (точної інформації про останній немає). Незадовго до завершення 2 квітня 1943 року в районі за 250 км на захід від Труку американський підводний човен USS Tunny встановив радарний контакт із «Тойо-Мару № 2», зблизився та випустив три торпеди з дистанції менше кілометра. Одна з них влучила у ціль та потопила «Тойо-Мару № 2», причому з 52 осіб, що перебували на борту, врятуватися вдалося лише одному.